# Nuncjatura Apostolska w Demokratycznej Republice Konga
Nuncjatura Apostolska w Demokratycznej Republice Konga – misja dyplomatyczna Stolicy Apostolskiej w Demokratycznej Republice Konga. Siedziba nuncjusza apostolskiego mieści się w Kinszasie.

## Historia
30 stycznia 1930 papież Pius XI utworzył Delegaturę Apostolską w Kongu Belgijskim. W późniejszych latach zmieniała ona nazwę na:
- w 1946 na Delegatura Apostolska w Kongu Belgijskim i Ruandzie-Urundi
- w 1960 na Delegatura Apostolska w Kongu i Ruandzie-Urundi
- w 1962 na Delegatura Apostolska w Kongu i Rwandzie.

16 lutego 1963 papież Paweł VI podniósł ją do rangi nuncjatury apostolskiej i zmienił nazwę na Nuncjatura Apostolska w Demokratycznej Republice Konga. W latach 1977–1997 nosiła ona nazwę Nuncjatura Apostolska w Zairze.
W latach 1963–1967 nuncjusz apostolski w Demokratycznej Republice Konga był równocześnie nuncjuszem apostolskim w Rwandzie i Burundi.